# جایزه نبولا
جایزه نبیولا (Nebula Award) از معتبرترین جوایز در زمینهٔ داستان‌نویسی علمی-تخیلی و خیال‌پردازی است که هر ساله توسط «انجمن نویسندگان علمی‌تخیلی آمریکا» به بهترین آثار منتشر شده در این حوزه در ایالات متحده آمریکا اعطا می‌شود. این جایزه اولین‌بار در سال ۱۹۶۶ اعطا شد.

## دسته‌بندی‌ها
| دسته‌بندی            | سال شروع                   | توضیحات                                        |
| ------------------- | -------------------------- | ---------------------------------------------- |
| بهترین رمان         | ۱۹۶۶                       | داستان‌های با بیش از چهل هزار واژه              |
| بهترین رمان کوتاه   | ۱۹۶۶                       | داستان‌های با شمار واژگان بین ۱۷۵۰۰ تا چهل هزار |
| بهترین ناولت        | ۱۹۶۶                       | داستان‌های با شمار واژگان بین ۷۵۰۰ تا ۱۷۵۰۰     |
| بهترین داستان کوتاه | ۱۹۶۶                       | داستان‌های با کمتر از ۷۵۰۰ واژه                 |
| بهترین فیلمنامه     | ۱۹۷۴ تا ۱۹۷۸، ۲۰۰۰ تا ۲۰۰۹ | فیلمنامه فیلم یا مجموعه تلویزیونی              |
| بهترین بازی         | ۲۰۱۸                       | داستان‌های با بیش از چهل هزار واژه              |